# Vivre avec les loups
Pour plus de détails, voir Fiche technique et Distribution.
Vivre avec les loups est un film documentaire français de Jean-Michel Bertrand sorti en 2024.
Il s'agit du troisième opus de la trilogie consacrée au loup par le même réalisateur, après La Vallée des loups et Marche avec les loups.

## Fiche technique
Source :  Unifrance
- Titre original : Vivre avec les loups
- Réalisation : Jean-Michel Bertrand
- Scénario : Jean-Michel Bertrand
- Musique : Armand Amar
- Photographie : Marie Amiguet, Bruno Peyronnet, Pierre Sellier
- Son : Boris Jollivet
- Montage : Laurence Buchmann
- Production déléguée : Jean-Pierre Bailly, Stéphane Millière
- Production exécutive : Jean-Pierre Bailly
- Société de production : MC4
- Société de distribution : Gebeka Films
- Budget : 920 000 euros
- Pays de production :  France
- Langue d'origine : français
- Format : couleur
- Genre : documentaire
- Durée : 89 minutes
- Date de sortie :
  - Suisse, France : 24 janvier 2024[2]